# Gabe Kaplan
Pour les articles homonymes, voir Kaplan.
Gabe Kaplan est un acteur, scénariste, animateur de télévision, et joueur de poker américain, né le 31 mars 1944 à Brooklyn, New York (États-Unis).

## Biographie
Dans sa jeunesse, Kaplan voulait devenir joueur de baseball. Toutefois, il ne parvient à atteindre une ligue majeure et décide de se tourner vers d'autres intérêts. Kaplan commence à travailler dans un hôtel du New Jersey. C'est là qu'il entre en contact pour la première fois avec des comédiens et décide de faire du stand-up. Cela lui réussit puisqu'il est ensuite invité dans l'émission nationale le Tonight Show à cinq reprises. Il sort par la suite un album intitulé Holes and Mello-Rolls.
De 1975 à 1979, il est l'acteur principal de la sitcom Welcome Back, Kotter.
Kaplan a joué pour la première fois aux World Series of Poker à Las Vegas en 1978.
En juillet 2004, il parvient en table finale du World Poker Tour au casino The Mirage de Las Vegas, et a remporté plus de 256 000 $.
En 2005, il termine deuxième de l'event 5000$ Limit des World Series of Poker, et gagne plus de 221 515 $.
À partir de 2006, il présente l'émission de poker télévisé High Stakes Poker sur GSN, et après six saisons, il est remplacé en janvier 2011 par Norm Macdonald.
Il est également commentateur du National Heads-Up Poker Championship sur NBC, et le Intercontinental Poker Championship on CBS.
En 2007, il participe au tournoi télévisé Poker After Dark, où il élimine Howard Lederer et Annie Duke, entre autres, pour battre Kristy Gazes en heads-up. Il remporte 120 000 $.
En juin 2014, où il a également remporté son prix en argent le plus élevé à ce jour, 258 390 dollars, soit un total de huit.
Au total, en 2018, Kaplan a gagné environ 1,9 million de dollars dans les tournois officiels de poker live.
En 2020, l'émission High Stakes Poker est relancée et Kaplan revient pour la co-animer. En janvier 2023, il annonce prendre sa retraite définitive de l'émission.

## Filmographie

### comme acteur
- 1975–1979 : Welcome Back, Kotter (TV) : Gabe Kotter (rôle principal, 95 épisodes)
- 1976 : La croisière s'amuse (The Love Boat) (TV) : Stan Nichols
- 1977 : Police Story (TV): Paul Cazenovia
- 1979 : Fast Break (film) : David Greene
- 1981 : Nobody's Perfekt : Dibley
- 1981 : Tulips (film) : Leland Irving
- 1981 : Lewis & Clark (série TV) : Stewart Lewis
- 1982 : Groucho (film) : Groucho Marx
- 1984 : Murder, She Wrote (TV): Freddy York
- 1984 : The Hoboken Chicken Emergency (TV) : Anthony DePalma
- 2001 : Jack the Dog (film) : Richie
- 2005 : National Heads-Up Poker Championship (poker TV) : Présentateur
- 2006 : High Stakes Poker (poker TV) : Présentateur
- 2007 : The Grand (film) : Seth Schwartzman
- 2018 : Bojack Horseman (film) : Abe Ziegler

### comme scénariste
- 1981 : Tulips